# Morbach (Markt Erlbach)
Morbach ist ein Gemeindeteil des Marktes Markt Erlbach im Landkreis Neustadt an der Aisch-Bad Windsheim (Mittelfranken, Bayern). Morbach liegt in der Gemarkung Buchen.

## Geografie
Der Weiler liegt an der Mittleren Aurach und am Morbach, der dort als linker Zufluss in die Mittlere Aurach mündet. Westlich des Ortes liegt das Flurgebiet Leiten, 0,25 km östlich erhebt sich der Hornberg, 1 km nordwestlich liegt der Viersternwald. Eine Gemeindeverbindungsstraße führt nach Mettelaurach (1,2 km südwestlich) bzw. nach Losaurach (0,9 km nordöstlich), eine weitere führt nach Buchen (0,8 km südöstlich).

## Geschichte
Der Ort wurde 1402 als „Marbach“ erstmals urkundlich erwähnt.
Gegen Ende des 18. Jahrhunderts gab es in Morbach zwei Anwesen (1 Mühle, 1 Hof). Das Hochgericht übte das brandenburg-bayreuthische Stadtvogteiamt Neustadt an der Aisch aus. Die Dorf- und Gemeindeherrschaft und die Grundherrschaft über beide Anwesen hatte das Stadtvogteiamt Markt Erlbach.
Von 1797 bis 1810 unterstand der Ort dem Justizamt Markt Erlbach und Kammeramt Neuhof. Im Rahmen des Gemeindeedikts wurde Morbach dem 1811 gebildeten Steuerdistrikt Linden und der 1813 gegründeten Ruralgemeinde Buchen zugeordnet. Am 1. Juni 1968 wurde Morbach nach Markt Erlbach eingemeindet.

## Einwohnerentwicklung
| Jahr      | 001818 | 001840 | 001861 | 001871 | 001885 | 001900 | 001925 | 001950 | 001961 | 001970 | 001987 | 002017 | 002023 |
| Einwohner | 23     | 32     | 21     | 30     | 20     | 23     | 17     | 24     | 15     | 16     | 18     | *27    | *23    |
| Häuser    | 5      | 4      |        |        | 5      | 4      | 3      | 3      | 3      |        | 3      |        |        |
| Quelle    | [ 10 ] | [ 11 ] | [ 12 ] | [ 13 ] | [ 14 ] | [ 15 ] | [ 16 ] | [ 17 ] | [ 18 ] | [ 19 ] | [ 20 ] |        | [ 1 ]  |

## Religion
Der Ort ist seit der Reformation evangelisch-lutherisch geprägt und bis heute nach St. Kilian (Markt Erlbach) gepfarrt. Die Katholiken gehören zur Kirchengemeinde Maria Namen (Markt Erlbach), die ursprünglich eine Filiale von St. Michael (Wilhermsdorf) war und seit 2019 eine Filiale von St. Johannis Enthauptung (Neustadt an der Aisch) ist.